# Premio Nobel per l'economia
Il premio Nobel per l'economia, denominato ufficialmente Premio della Banca di Svezia per le scienze economiche in memoria di Alfred Nobel (in svedese Sveriges Riksbanks pris i ekonomisk vetenskap till Alfred Nobels minne) è un'onorificenza di valore mondiale attribuita alle persone che hanno apportato un importante contributo all'economia mondiale. Viene assegnato dal 1969, in seguito all'istituzione da parte della Sveriges Riksbank (che in quell'anno festeggiò i 300 anni dalla sua fondazione), di uno speciale fondo di dotazione per il conferimento del premio.
Questo premio, inizialmente non previsto dal testamento di Alfred Nobel, viene gestito dalla Fondazione Nobel e consegnato assieme agli altri premi. Il processo di nomina inizia circa un anno prima della consegna del premio, tramite l'invito, da parte dell'Accademia reale delle Scienze svedese, di individui e organizzazioni qualificate che hanno il compito di suggerire candidati meritevoli. Una commissione di 5-8 studiosi invita esperti, sia svedesi che stranieri, a stilare uno studio sui candidati ritenuti più meritevoli. La commissione poi stila un rapporto all'Accademia reale delle scienze che decide, con voto inappellabile, agli inizi di ottobre di ogni anno.
L'annuncio viene dato dopo aver informato il candidato vincente e la cerimonia di consegna del premio viene svolta nel mese di dicembre. Le informazioni sulle candidature e il processo di selezione vengono mantenute segrete per 50 anni.

## Origine
L'idea per un nuovo “Premio Nobel” viene da Per Åsbrink, governatore della Banca di Svezia, una delle banche centrali più antiche del mondo. Come parte dei preparativi per il tricentenario della Banca, ha creato una fondazione di ricerca, la Jubilee Fondazione Banca di Svezia, e ha offerto al suo consulente economico, Assar Lindbeck, oltra a Erik Lundberg e Gunnar Myrdal, di pensare allo sviluppo di un premio..
La banca ha quindi contattato la Fondazione Nobel e l'Accademia reale svedese delle scienze, che era già responsabile dell'assegnazione dei premi in fisica e chimica. Alcuni membri dell'Accademia avevano delle riserve sull'aspetto sufficientemente scientifico dell'economia, ma Lundberg e soprattutto Myrdal (che sono anche membri) finirono per convincere l'intera Accademia. Nel maggio 1968, la banca centrale, la Fondazione Nobel e l'Accademia concordarono le regole per l'assegnazione del premio e l'ufficio della banca centrale decide quindi di fondarlo ufficialmente. Queste regole furono codificate dal governo svedese nel gennaio 1969.
Il primo comitato è composto da Bertil Ohlin (presidente del comitato, Scuola di economia di Stoccolma), Erik Lundberg della Scuola di economia di Stoccolma, Ingvar Svennilson dell'Università di Stoccolma, Herman Wold dell'Università di Uppsala e dell'Università di Göteborg e Assar Lindbeck dell'Università di Stoccolma.
Da allora, il premio è comunemente soprannominato "Premio Nobel per l'economia", sebbene Alfred Nobel abbia detto di non avere "alcuna formazione in economia e di [odiala] dal profondo del suo cuore" ("aucune formation en économie et la [haïr] du fond du cœur").
Per Avner Offer e Gabriel Söderberg, storici economici, per Åsbrink, sostenuto dalla comunità imprenditoriale, si oppose al governo socialdemocratico che intendeva utilizzare il credito per promuovere l'occupazione e l'alloggio, e ha invece sostenuto la lotta contro l'inflazione. Secondo questi autori, la creazione del premio permise di generare interesse da parte dei media e quindi di aumentare la sua influenza a scapito delle idee socialdemocratiche.

## Critiche
Il prestigio del premio deriva in larga parte dall'associazione ai premi creati dalla volontà di Alfred Nobel, una scelta che è stata spesso causa di critiche. Fra le più rilevanti c'è la posizione dell'avvocato svedese e attivista per i diritti umani Peter Nobel, pronipote di Alfred Nobel, che considera il premio un mero «colpo di pubbliche relazioni fra economisti per migliorare la loro reputazione».
L'economista svedese Gunnar Myrdal, e l'ex ministro delle finanze svedese Kjell-Olof Feldt, si sono pronunciati a favore dell'abolizione del premio. Nel caso di Feldt, tuttavia, l'obiezione si fondava sull'opinione che il premio assegnato agli economisti liberisti Milton Friedman e Friedrich von Hayek fosse immeritato, non sul fatto che l'economia, in quanto tale, non sarebbe classificabile come scienza. Lo stesso Friedrich von Hayek ha dichiarato che «si sarebbe espresso decisamente contro», nel caso fosse stato consultato per l'istituzione del premio. L'economista e scrittrice futurista Hazel Henderson sostiene che il "Premio per le scienze economiche in memoria di Nobel" è fonte di un costante imbarazzo che sta facendo diminuire il prestigio di tutti gli altri premi. Sostiene, inoltre, che le teorie degli economisti sono ipotesi in gran parte non verificabili e non possono essere paragonate alle teorie delle scienze dure, quali la fisica o la chimica.
Gli economisti Robert Merton e Myron Scholes, co-vincitori del premio nel 1997, furono fra i gestori del Long Term Capital Management, un hedge fund che sfruttava i presupposti teorici del loro modello matematico e che fallì in pochi anni a seguito della crisi finanziaria russa del 1998. Per scongiurare una crisi finanziaria internazionale, si rese necessario l'intervento diretto della Federal Reserve e delle principali banche d'investimento, che erano fra gli stessi clienti del LTCM.
Per un lungo periodo è stato conferito solo a economisti uomini. La prima donna a esserne insignita è stata Elinor Ostrom, vincitrice nel 2009.

## Assegnazione del premio

### Scelta dei vincitori
Il processo per la selezione del vincitore e l'importo del premio assegnato è lo stesso dei premi Nobel.
Ogni anno, l'Accademia reale svedese delle scienze invita personalità qualificate a presentare le loro candidature. Queste persone includono membri dell'Accademia delle scienze, membri del comitato di selezione dei premi, ex vincitori, professori di ruolo in materie pertinenti, in Svezia, così come in Danimarca, Finlandia, Islanda e Norvegia, professori titolari di cattedre corrispondenti in almeno sei università scelte ogni anno dall'Accademia, nonché altri ricercatori invitati dall'Accademia.
Vengono inviate da due a trecento candidature, che corrispondono a cento candidati distinti. Le candidature vengono quindi valutate da un comitato composto da cinque a otto membri (inclusi due non economisti), che sottopone la propria scelta al dipartimento di scienze sociali dell'Accademia per l'approvazione. L'intera Accademia adotta la lista finale all'inizio di ottobre dopo aver scelto i vincitori a maggioranza, il cui risultato viene annunciato lo stesso giorno.
Come con altri premi "Nobel", un massimo di tre persone possono condividere il premio e devono essere in vita al momento dell'annuncio.

### Dotazione
La dotazione monetaria del premio è la stessa di quella dei premi Nobel. A differenza di quest'ultimo, la cui dotazione proviene dai rendimenti sul capitale lasciato a tal fine da Alfred Nobel, la dotazione del premio in economia è finanziata dalla Banca Centrale di Svezia. L'importo della dotazione cambia regolarmente in base all'andamento degli investimenti e ammonta a nove milioni di corone svedesi nel 2018, ovvero circa novecentomila euro.